# Léon Vleurinck
Léon Jean Alfred Vleurinck (* 11. Juli 1899 in Gent; † 25. November 1982 ebenda) war ein belgischer Ruderer.

## Biografie
Léon Vleurinck trat zusammen mit Jean Van Silfhout, Adrien D’Hondt, Robert De Mulder und Steuermann Raphael de Ligne bei den Olympischen Sommerspielen 1920 in Antwerpen in der Vierer mit Steuermann-Regatta an. Im Folgejahr gewann Vleurinck bei den Europameisterschaften in Amsterdam Bronze mit dem belgischen Achter.